# Brachiosuchus
Brachiosuchus — вимерлий рід дирозавридів крокодилоподібних, відомих із пізньої крейдяної формації Кабабіш у Судані. Він містить один вид, Brachiosuchus kababishensis.

Реконструкція тіла

## Опис
Brachiosuchus відомий по майже повному черепу (відсутність яремної, лускоподібної, квадратної та чотириядерної кісток); є кілька шийних хребців, дорсальні ребра, повна плечова кістка, а також неповна ліктьова та променева кістка, ліво-лобкова кістка, сіднична та клубова кістка, права стегнова кістка та численні повні та фрагментарні остеодерми. Brachiosuchus характеризується подовженими надскроневими вікнами, потиличними буграми, зменшеною 7-ю альвеолою нижньої щелепи та клиноподібною плечовою кісткою, довшою за стегнову.
Довжина черепа становить приблизно 1.50 метра, має довгу форму, морда становить 67% від загальної довжини черепа. Симфіз нижньої щелепи ширший за висоту, закінчується на 13-му зубі. Носові кістки зрощені і не пронизують передщелепну кістку, яка повністю охоплює серцеподібні ніздрі. Натомість ніс спереду пронизаний передщелепною кісткою, а ззаду — лобовою частиною приблизно хрестоподібної форми. Надскроневі вікна довші, ніж широкі, а міжнадскронева перегородка дорсально дуже вузька, утворюючи сагітальний гребінь.
Плечова кістка має клиноподібну форму довжиною 58 см. Стегнова кістка менша, 48 см в довжину і демонструє типовий стан дирозаврида. Передні кінцівки довші за задні є унікальними серед дирозавридів і навіть крокодиломорфів в цілому. Оцінки розміру тіла свідчать про можливу довжину близько 7 метрів.

## Палеобіологія
Формація Кабабіш датується кампанським - маастрихтським періодом і характеризується дрібнозернистими пісковиками, алевролітами та аргілітовими відкладеннями від берега до берега, припливних рівнин і лагун. Це потенційно може розширити ареал дирозавридів до кампанського періоду та, разом із базальним положенням Brachiosuchus у дирозавридах, сприяє розповсюдженню групи з Африки.
Збільшені передпліччя є унікальним пристосуванням серед крокодилоподібних, проводячи паралелі з зауроптеригами, плезіозаврами та морськими черепахами. Однак Brachiosuchus не зберігає веслоподібні передні кінцівки, як у вищезгаданих груп. Пропорції кінцівок свідчать про те, що Brachiosuchus був дуже ефективним і маневровим підводним хижаком, який, можливо, спеціалізувався на іншій здобичі, ніж його родичі з більш типовими пропорціями кінцівок. Передні кінцівки мали б більше значення для пересування, тоді як менш спеціалізовані задні кінцівки, можливо, використовувалися як стабілізатори.